# John R. Cravens

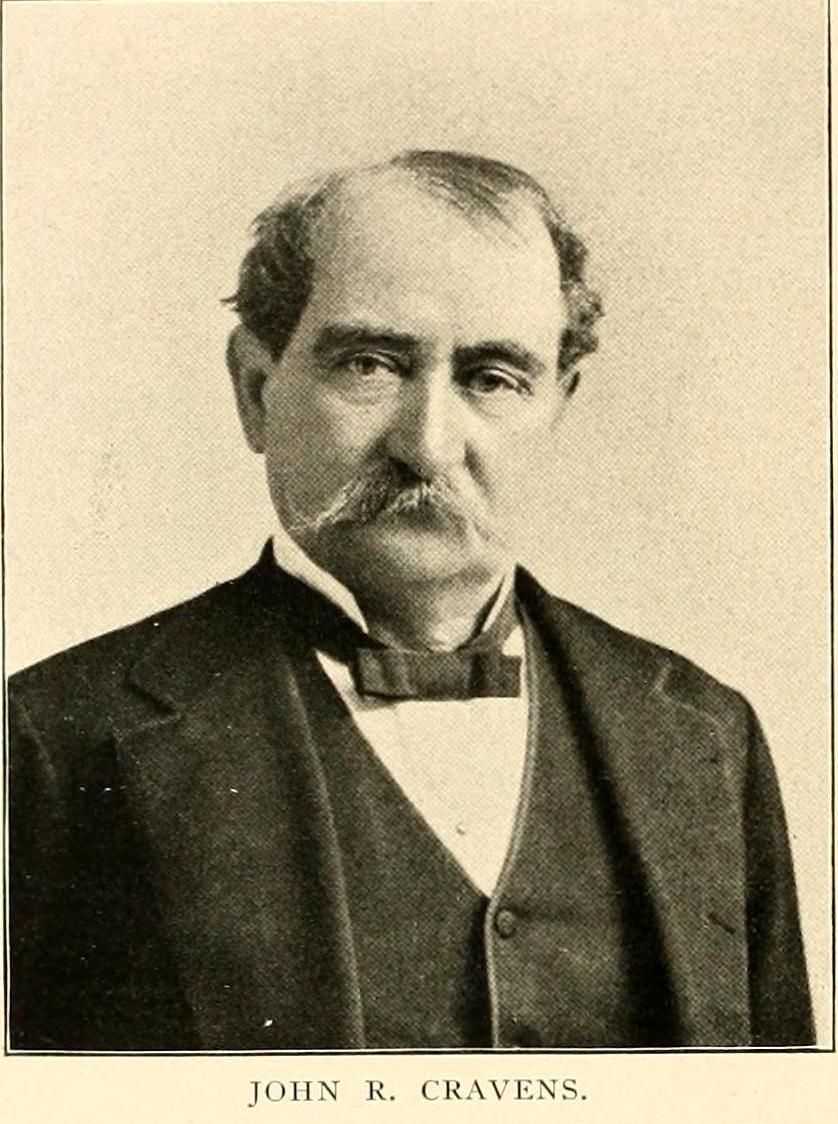
Bild von Politiker Cravens

John Robert Cravens (* 1819 in Madison, Indiana; † 1899 ebenda) war ein US-amerikanischer Politiker. Zwischen 1861 und 1863 war er kommissarischer Vizegouverneur des Bundesstaates Indiana.

## Werdegang
Über die frühen Jahre von John Cravens ist nichts überliefert. Als Mitglied der Republikanischen Partei wurde er in den Senat von Indiana gewählt und war im Jahr 1861 dessen Vorsitzender (President Pro Tempore). Als Gouverneur Henry Smith Lane von seinem Amt zurücktrat, um in den US-Senat zu wechseln, rückte dessen Stellvertreter Oliver Hazard Perry Throck Morton zum neuen Gouverneur auf. Daraufhin wurde Cravens als President Pro Tempore des Staatssenats verfassungsgemäß kommissarischer Vizegouverneur von Indiana. Dieses Amt bekleidete er zwischen dem 16. Januar 1861 und seinem Rücktritt am 9. Oktober 1863. Anschließend diente er als Offizier im Bürgerkrieg. Von 1868 bis 1871 gehörte er erneut dem Senat von Indiana an. Für einige Zeit war er auch Eigentümer der Zeitung Madison Banner. Außerdem betrieb er eine Mühle und war im Eisenbahngeschäft tätig.